# Thénorgues
Thénorgues – miejscowość i gmina we Francji, w regionie Grand Est, w departamencie Ardeny.
Według danych na rok 1990 gminę zamieszkiwało 85 osób, a gęstość zaludnienia wynosiła 9 osób/km².

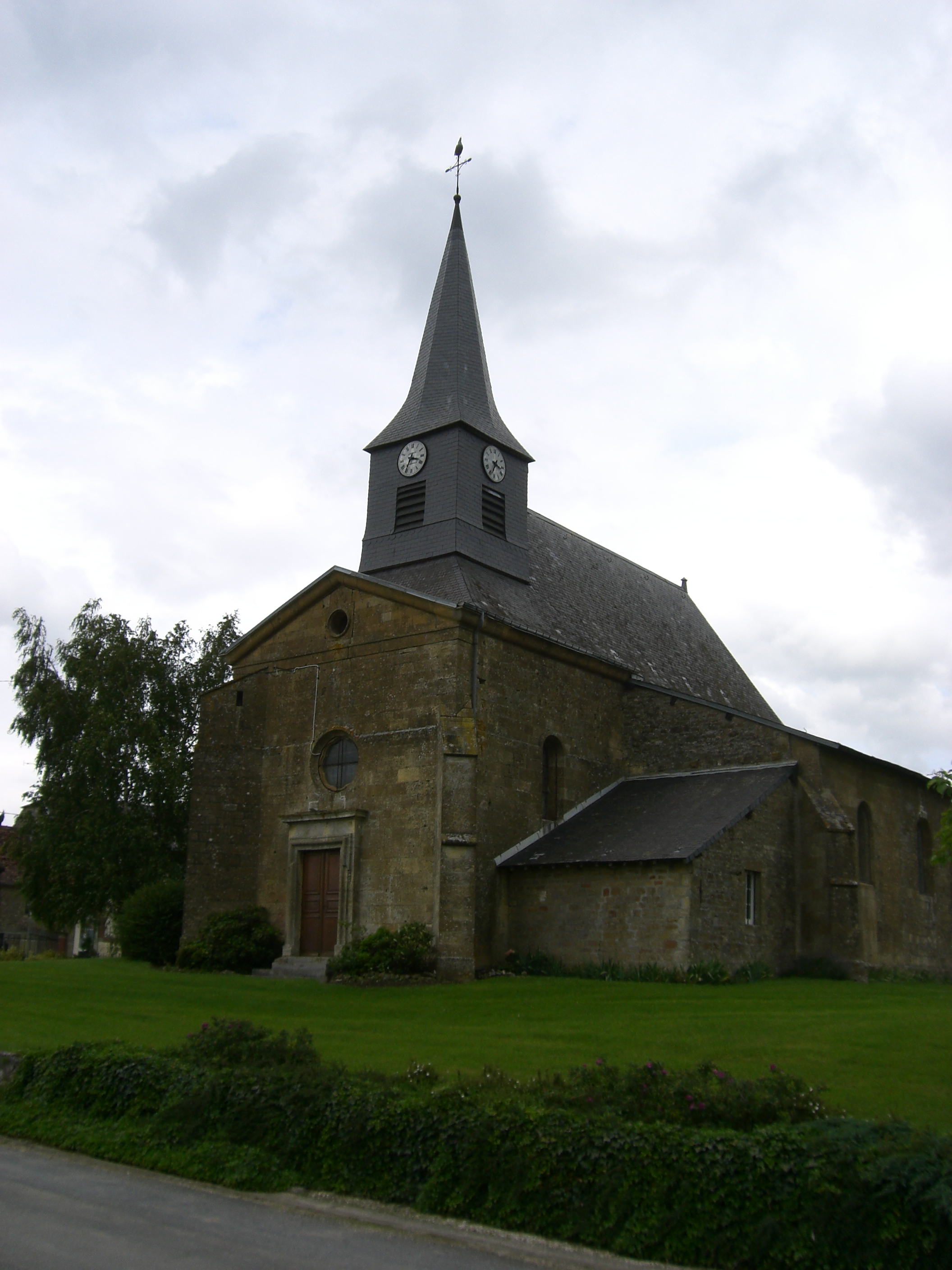
Kościół w Thenorgues, 2007